# Derren Brown
Derren Victor Brown (născut pe 27 februarie 1971) este un  iluzionist englez, mentalist, pictor și un sceptic.